# Les Heureux et les Damnés
Les Heureux et les Damnés (titre original : The Beautiful and Damned), aussi traduit en français sous le titre Beaux et damnés, est le deuxième roman de F. Scott Fitzgerald, initialement publié par les Éditions Scribner en mars 1922.

## Résumé
Le livre raconte l'histoire d'Anthony Patch (un jeune homme de la haute société, héritier potentiel de la fortune d'un nabab et vivant au contact du milieu artistique des années 1920), les péripéties de ses relations avec celle qui bientôt devient sa femme : Gloria Gilbert, son service militaire, ses infructueuses et ubuesques tentatives d'insertion dans le monde du travail, son addiction progressive à l'alcool, l'argent qui, au fil des ans, s'évapore et vient à manquer… l'ensemble traçant un portrait de l'élite new-yorkaise aux débuts de l'Ère du Jazz. Le livre est largement inspiré de la propre vie de Fitzgerald et de son mariage avec Zelda.
Vers la fin du roman, l'auteur se référence lui-même via un personnage romancier :

« Dieu que ces nouveaux romans me fatiguent. Où que j'aille une idiote me demande si j'ai lu L'Envers du Paradis. Sont-elles toutes comme ça ? Si oui, ce que je ne pense pas, la génération à venir ne vaudra rien. Je suis las de tout ce réalisme de bas-étage. »

## Éditions françaises
Le premier titre français contenait un contresens, puisque l'énoncé « The Beautiful and Damned » se traduit normalement par : « Les beaux damnés » ; les adjectifs coordonnés (rapprochés ici par oxymore) ne désignant pas deux groupes distincts, mais un seul (défini par deux adjectifs). Dans le tome 1 des œuvres de Fitzgerald publiées en deux volumes dans la Bibliothèque de la Pléiade, le titre français adopté pour ce roman est désormais simplement Beaux et damnés.
- Les Heureux et les Damnés, traduction de Louise Servicen, Paris, éditions Gallimard, coll. Du monde entier, 1964.
- Beaux et Damnés, traduction de Marie-Claire Pasquier, dans Romans, nouvelles et récits, tome I, Paris, Gallimard, Bibliothèque de la Pléiade no 581, 2012.
- Beaux et maudits, traduction de Julie Wolkenstein, éditions P.O.L, 2021

## Adaptations
- 1922 : La Bourrasque (The Beautiful and Damned), film muet réalisé par William A. Seiter, avec Kenneth Harlan (Anthony Patch) et Marie Prevost (Gloria).
- 2010 : The Beautiful and Damned, film australien réalisé par Richard Wolstencroft.